# 리빙스턴 FC

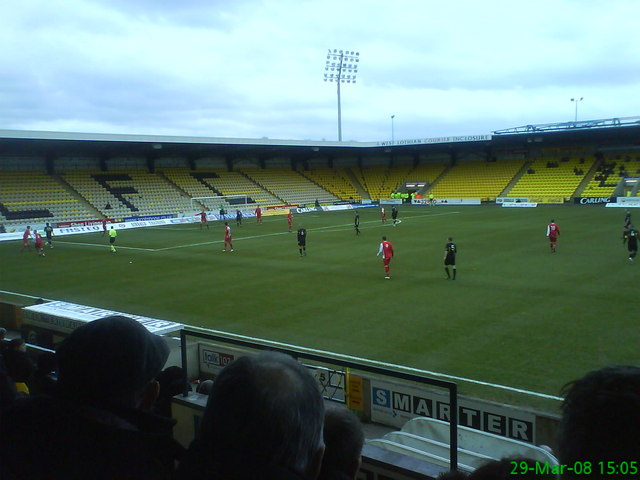

리빙스턴 FC(Livingston Football Club, Livingston F.C.)는 1943년에 창단된 스코틀랜드 리빙스턴의 축구 클럽으로, 현재 스코티시 프리미어십에서 활동하고 있다.

## 성적
- 스코틀랜드 리그 컵 우승 1회 (2004)
- 스코틀랜드 풋볼 리그 1부 우승 1회 (2001)
- 스코틀랜드 풋볼 리그 2부 우승 2회 (1986, 1999)
- 스코틀랜드 풋볼 리그 3부 우승 2회 (1996, 2010)
- 스코틀랜드 챌린지 컵 준우승 1회 (2001)

## 선수 명단

### 현역
참고: FIFA 자격 규정에 따라 소속된 국가대표팀 국기를 표시합니다. 선수는 복수의 FIFA 비회원국 국적을 가지고 있을 수 있습니다.
| 번호 | 포지션 | 국적 | 이름 |
| ---- | ------ | ---- | ---- |

| 번호 | 포지션 | 국적 | 이름 |
| ---- | ------ | ---- | ---- |

## 역대 감독
| 감독      | 임기        |
| --------- | ----------- |
| 폴 램버트 | 2005 ~ 2006 |

## 같이 보기
- 실업팀